# 岡山県道27号岡山吉井線
岡山県道27号岡山吉井線（おかやまけんどう27ごう おかやまよしいせん）は、岡山県岡山市北区と赤磐市を結ぶ県道（主要地方道）である。

## 概要
美作市経由での岡山市‐鳥取市間の連絡にも利用され、物流関係のトラックドライバーなどが利用する路線でもある。
かつては岡山市と中国自動車道美作インターチェンジを結ぶ路線として整備が進められていた。現在岡山市 - 旧赤磐郡山陽町間の上下4車線化が推進されている。
現在の上下4車線区間: 岡山市北区原（中原橋南方）- 岡山市北区玉柏（新大原橋西詰）、岡山市北区牟佐 - 赤磐市下市（新下市交差点）

### 路線データ
- 本線（Google マップ）
  - 起点：岡山県岡山市北区表町三丁目・新京橋西交差点（国道250号交点）
  - 終点：岡山県赤磐市仁堀中（国道484号〔岡山県道52号勝央仁堀中線・岡山県道255号仁堀中御津線重用〕交点）
- 総延長：30,265.0m

## 歴史
- 1982年（昭和57年）4月1日 建設省（当時）告示第935号により岡山県道27号岡山美作線の一部をもって岡山県道27号岡山吉井線とすることが告示される。
- 1982年9月24日 岡山県告示第848号により認定される。
- 1982年9月28日 岡山県告示第863号により岡山県道27号岡山美作線が廃止される。
- 1986年（昭和61年）2月19日 - 老朽化した大原橋（1942年完成[1]）の代替として大原橋上流約450mに新大原橋が架橋される[2]。
- 1993年（平成5年）5月11日 - 建設省から、県道岡山吉井線が岡山吉井線として主要地方道に指定される[3]。
- 2005年（平成17年）3月7日 赤磐市発足に伴い終点の地名表記が赤磐郡吉井町仁堀中から赤磐市仁堀中に変更される。
- 時期は分からない[4]が、岡山放送本社北側を通り御野高架橋で津山線を跨ぎ旭川を岡北大橋で渡る道も岡山県道27号岡山吉井線に編入され、大和町交差点では四方向すべてが岡山県道27号岡山吉井線という珍現象が生じる[要出典]。
- 2008年（平成20年）2月5日 岡山県告示第72号により、岡山放送本社北側を通り御野高架橋（津山線跨線橋）を経て旭川を岡北大橋で渡る道が岡山県道96号岡山赤穂線に変更されたため、大和町交差点の四方向すべてが岡山県道27号岡山吉井線という珍現象が解消される。

## 路線状況

### 愛称
- 柳川筋（岡山市：岡山市北区弓之町 - 岡山市北区野田屋町一丁目）
- 桃太郎大通り（岡山市：岡山市北区野田屋町一丁目 - 岡山市北区丸の内一丁目）
- 城下筋（岡山市：岡山市北区丸の内一丁目 - 岡山市北区表町三丁目）

### 重複区間
- 国道53号・国道180号（岡山市北区野田屋町1丁目・柳川交差点 - 岡山市北区弓之町・番町交差点）
- 岡山県道81号東岡山御津線（岡山市北区牟佐）
- 岡山県道53号御津佐伯線（赤磐市町苅田 - 赤磐市西軽部）

### 並行する旧街道
- 古代山陽道（岡山市 - 赤磐市）
- 倉敷往来（赤磐市）

## 地理

### 通過する自治体
- 岡山市（北区）
- 赤磐市

### 交差する道路
| 交差する道路                                                           | 市町村名 | 市町村名 | 交差する場所         | 交差する場所          |
| ---------------------------------------------------------------------- | -------- | -------- | -------------------- | --------------------- |
| 国道250号                                                              | 岡山市   | 北区     | 表町3丁目            | 新京橋西交差点 / 起点 |
| 岡山県道28号岡山牛窓線                                                 | 岡山市   | 北区     | 京橋町               |                       |
| 岡山県道400号後楽園線                                                  | 岡山市   | 北区     | 石関町               | 城下交差点            |
| 国道53号 重複区間起点 国道180号 重複区間起点 岡山県道42号岡山停車場線  | 岡山市   | 北区     | 野田屋町1丁目        | 柳川交差点            |
| 国道53号 重複区間終点 国道180号 重複区間終点 岡山県道402号原尾島番町線 | 岡山市   | 北区     | 弓之町               | 番町交差点            |
| 岡山県道・兵庫県道96号岡山赤穂線                                       | 岡山市   | 北区     | 大和町2丁目          | 大和町交差点          |
| 岡山市道401146001号大和町1号線 / 岡山県道386号津高法界院停車場線方面   | 岡山市   | 北区     | 大和町2丁目          | 北方交差点            |
| 岡山県道219号原藤原線                                                  | 岡山市   | 北区     | 原                   |                       |
| 岡山県道218号玉柏野々口線                                              | 岡山市   | 北区     | 玉柏                 |                       |
| 岡山県道81号東岡山御津線 重複区間起点                                  | 岡山市   | 北区     | 牟佐                 |                       |
| 岡山県道81号東岡山御津線 重複区間終点                                  | 岡山市   | 北区     | 牟佐                 |                       |
| 岡山県道251号馬屋瀬戸線                                                | 赤磐市   | 赤磐市   | 馬屋                 | 馬屋交差点            |
| 岡山県道37号西大寺山陽線 岡山県道253号可真上山陽線                     | 赤磐市   | 赤磐市   | 下市                 | 新下市交差点          |
| 岡山県道250号山口山陽線                                                | 赤磐市   | 赤磐市   | 下市                 | 下市交差点            |
| 岡山県道403号町苅田熊山線                                              | 赤磐市   | 赤磐市   | 町苅田（まちかんだ） |                       |
| 岡山県道53号御津佐伯線 重複区間起点                                    | 赤磐市   | 赤磐市   | 町苅田               |                       |
| 岡山県道53号御津佐伯線 重複区間終点                                    | 赤磐市   | 赤磐市   | 西軽部               |                       |
| 岡山県道364号矢知赤坂線                                                | 赤磐市   | 赤磐市   | 多賀                 | 多賀上交差点          |
| 岡山県道257号坂辺吉井線                                                | 赤磐市   | 赤磐市   | 坂辺                 |                       |
| 国道484号 岡山県道52号勝央仁堀中線 岡山県道255号仁堀中御津線           | 赤磐市   | 赤磐市   | 仁堀中（にぼりなか） | 終点                  |

### 沿線にある施設など
- おかやまフォレストパーク ドイツの森（赤磐市仁堀中）
- 両宮山古墳（赤磐市岩田）
- サッポロビール岡山ワイナリー（赤磐市東軽部）